# 을지대학교
을지대학교(乙支大學校, Eulji University)는 대전광역시 중구와 경기도 성남시, 의정부시에 소재한 대한민국의 사립 대학이다.
각각 1967년, 1997년 개교한 서울보건학교와 을지의과대학을 모태로 둔 서울보건대학과 을지의과대학교가 2007년 3월에 통합과 동시에 을지대학교로 교명을 변경하여 현재에 이르고 있다. 영문 약칭으로 EULJI, 국문 약칭으로 을지대(乙支大) 등을 사용하고 있다.

## 역사
을지대학교는 2007년에 서울보건대학과 을지의과대학교가 통합한 대학이다. 서울보건대학은 1967년 사립 초급대학 과정인 서울보건학교를 모태로, 1970년 전문학교로 개편되었고, 1979년 전문대학으로 개편되었다. 한편, 을지의과대학교는 1996년 일반대학인 을지의과대학으로 설립되어 1999년 교명을 변경한다.

### 1967년~1983년
1967년 3월 21일, 서울특별시 중구 충무로 일대에 학교법인 구림학원에 의하여 초급대학인 서울보건학교가 설립되었다. 동년 4월 12일 개교하였다. 1970년 2월 7일, 전문학교로 개편하며 서울보건전문학교로 교명을 변경하였다. 1979년 1월 1일, 전문대학 정비 계획에 따라 서울보건전문대학으로 교명을 변경하였다.

### 1983년~1997년
1983년 2월 7일, 박영하는 학교법인 을지학원을 설립하고, 학교법인 구림학원이 설립·운영하던 서울보건전문대학을 인수하였다. 1990년 1월 1일, 현재의 캠퍼스(현 을지대학교 성남캠퍼스)가 위치한 경기도 성남시 수정구 일대로 교사를 이전한다.
1996년 9월 경 을지의과대학교 박준영 이사장이 염홍철(후에 대전광역시장 당선) 신한국당 지구당 위원장에게 3천만원을 지급하여 대전에 의대 신설 청탁을 하였다.
그리고 1996년 12월 11일 학교법인 을지학원에 의하여 일반대학인 을지의과대학이 대전광역시 중구 일대에 설립된다. 이듬해 3월 4일 개교하였다.

### 1997년~현재
1998년 5월 1일, 서울보건전문대학의 교명을 서울보건대학으로 변경하였다. 이듬해 10월 12일 을지의과대학의 교명을 을지의과대학교로 변경하였다.
한편, 대전광역시 서구 일대에 설립된 대전을지병원이 을지의과대학부속병원으로 변경되는 등, 을지의과대학교는 의과대학을 중심으로 교세를 확장시킨다.
2006년 11월, 대한민국 「수도권정비계획법시행령」이 수도권 소재 대학과 지방 대학간 통합이 가능하도록 개정되자, 학교법인 을지학원은 서울보건대학과 을지의과대학교의 통·폐합을 신청하였고, 12월 21일, 대한민국 교육인적자원부 등은 이 계획을 확정시켰다. 이에 따라 2007년 3월 1일부터 을지대학교로 개교하고 각각 성남캠퍼스, 대전캠퍼스의 이원화 캠퍼스 체계 대학으로 변모하였으며, 을지의과대학교가 전신인 대전캠퍼스가 본교캠퍼스로 결정되었다. 2021년 3월 2일, 경기도 의정부시 일대에 캠퍼스를 신규로 개교하여 현재에 이르고 있다.

## 교육편제
을지대학교의 학부 과정은 의과대학, 간호대학, 보건과학대학, 바이오융합대학 등 4개 대학이 편제되어 있으며, 대학원은 일반 1개원, 특수 2개원으로 구성한다.

### 학부
대전캠퍼스는 일반대학인 을지의과대학교가 전신이다. 대전광역시 내 소재한 부속병원과 지역 사회에 의료 인력을 공급해야 하는 기대로 인하여 의과대학을 중심으로 발전하였으며, 현재는 의과대학 1개 대학이 설치되어 의예(학)과 단일 학과가 설치되어 있다. 성남캠퍼스는 전문대학인 서울보건대학이 전신이다. 보건·의료 인력을 공급해야 하는 기대가 현재까지 이어지고 있다. 간호대학, 보건과학대학, 바이오융합대학 등 3개 대학 아래 21학과가 설치되어 있다. 의정부캠퍼스의 학부 과정으로 내 간호대학, 보건과학대학 등 2개 대학 아래 2개 학과가 설치되어 있다.

### 대학원
을지대학교 대학원 과정은 의정부캠퍼스에 모두 편제되어 있다. 을지대학교 대학원은 일반 1개원, 특수 2개원으로 구성하며 일반대학원의 경우, 석사 18학과, 박사 15학과에 대하여 학위 과정을 지원한다. 특수대학원으로 보건복지대학원과 임상간호대학원이 설치되어 있다.

## 같이 보기
- 대전을지대학교병원
- 노원을지대학교병원
- 의정부을지대학교병원
- 강남을지대학교병원